# ノミノツヅリ

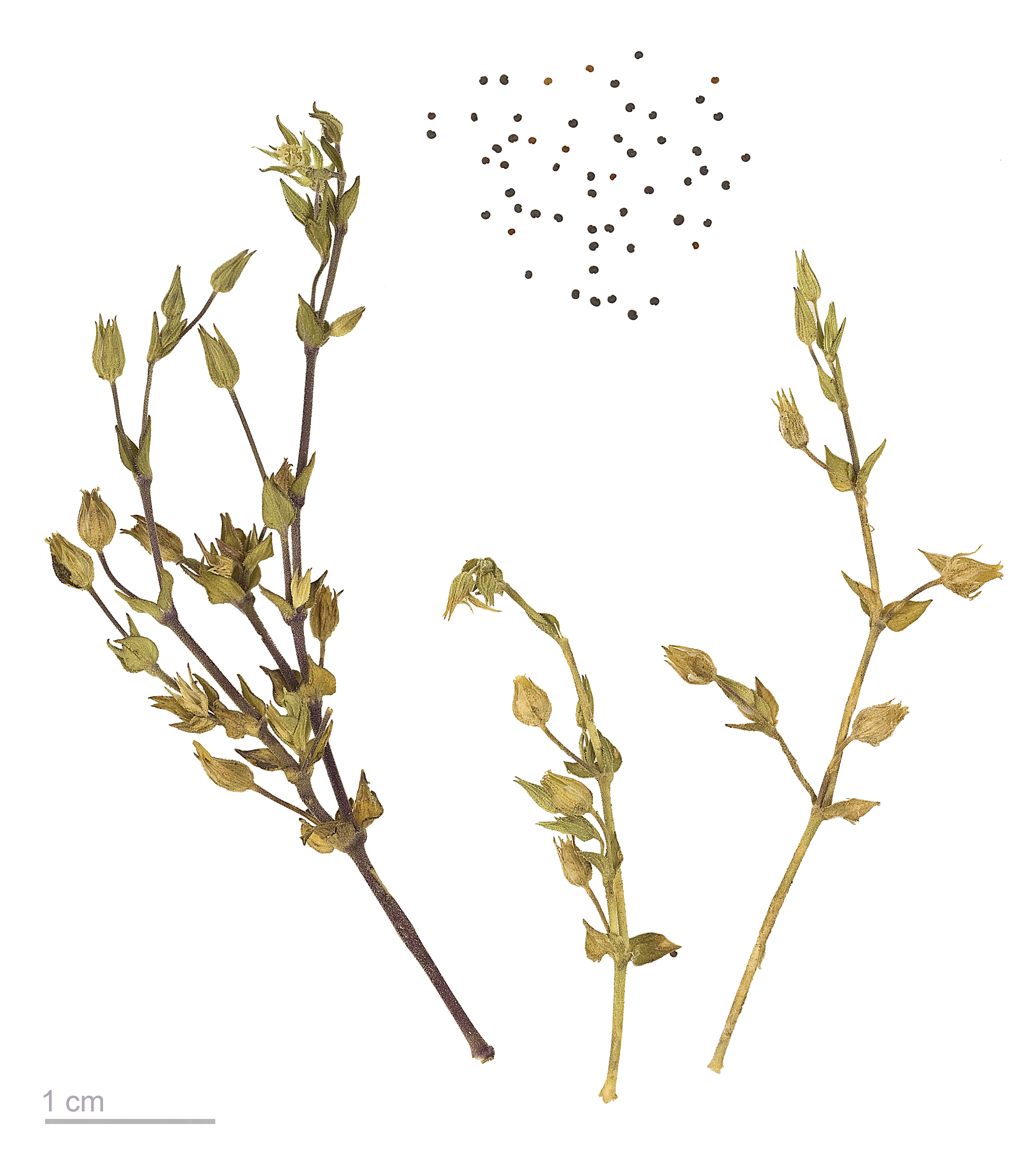
Arenaria serpyllifolia

ノミノツヅリ(小無心菜)は、ごく小型のナデシコ科の雑草。道ばたで見かけることが多い。

## 概要
ノミノツヅリ Arenaria serpyllifolia L. は、ナデシコ科ノミノツヅリ属の越年生草本。非常に小さく、身近な植物ではあるが見逃されやすい。細い茎がよく分枝し、小さな葉と花をつける様子はよく見れば繊細な美しさがある。乾燥した日なたを好み、道路沿いや路上の植生では春には非常によく見られる。
和名は蚤の綴りで、綴りとは短衣のこと、その小さな葉をノミの衣服にたとえたものである由。発想としてはノミノフスマと同じである。

## 特徴
全株やや白っぽい緑色の背の低い草本。根元ではよく枝分かれし、やや横に伸びるが広く這うことはなく、先端は上を向いて伸び、背丈は5-25cmになる。立ち上がる茎もたびたび分枝する。茎には節があってそれぞれに葉を対生する。
茎は細いが堅く、細かな下向きの毛がある。葉は葉柄がなく、広卵形から長卵形で、長さ3-7mm、幅は1-5mmととても小さい。先端は尖り、表面には毛がある。
花は3-6月に咲く。個々の花は葉腋に単独で生じるが、枝先に多数ついて全体としては集散花序のように見える。花は長い柄があって斜め上に伸び、上を向いて五枚の萼と花弁を大きく開く。萼片は長卵形で先端が鋭く尖り、長さ3-4mm、花弁は倒卵形で先が丸く、白で萼片より多少短い。

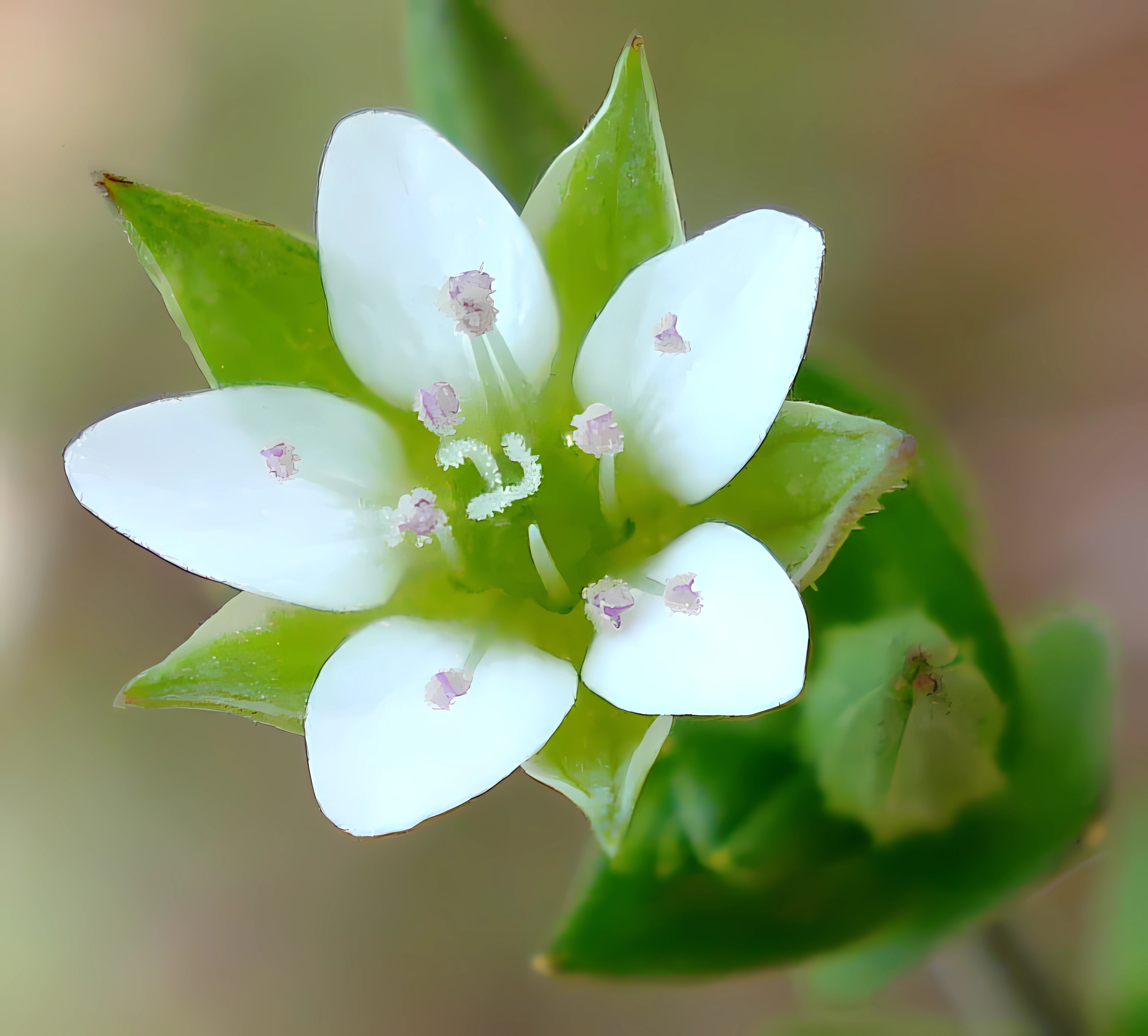
花

果実は卵形で長さ3mm、六つに裂けて種子を散布する。種子は腎臓型で長さ0.3-0.5mm、表面に網目状に小突起が並ぶ。

## 生育環境
いわゆる雑草であり、日なたの草地に出現する。ただし背の低いものであり、裸地に近いところに出ることが多い。特に乾燥したところに出現することが多く、舗装道路脇や路側帯、アスファルトやコンクリートの隙間から出ることもよくある。そのようなところでは、かならずしも優占はしないがその出現頻度が高い。植物社会学的には、舗装道路上の縁石の隙間などに見られる植物群落は日本では本種を標徴種として水田や畑や道路脇のそれと区別できるという。

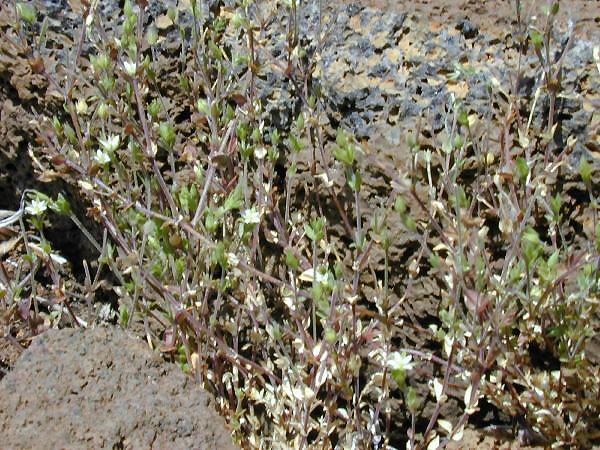
生えている様子

## 分布
日本でも北海道から琉球まで全土に見られ、世界中で雑草として見られる。原産地はユーラシアと考えられている。水島(1962)は、この種とそれに関連する群について論じ、変異はあるもののこの種がヨーロッパからアジア、日本まで同一種であること、アメリカ、アフリカなどへはおそらく古い時代にヨーロッパから入ったのであろうと述べている。

## 変異
植物体全体に粘毛のあるものがあり、ネバリノミノツヅリ var. vicida (Loisel.) Aschers. という。普通のものに混じってあちこちで散発的に見られる。

## 利害
雑草ではあるが、あまりに小さい。

## 分類
ノミノツヅリ属はタカネツメクサ属に近縁で、ただしタカネツメクサ属の果実が三つに割れるのに対して、ノミノツヅリのそれは六つに分かれる。同属のものとしては日本では他にメンアカフスマ A. merckioides やカトウハコベ A. katoana があるが、いずれも高山植物であり、またもう少し大きい植物である。
名前の上で似ているノミノフスマとは、両者ともナデシコ科の雑草であり、身近によく見られる越年草で、ごく小さいことなどよく似ている。ノミノフスマはハコベ属で、花弁が大きく二つに裂けているので判別は簡単だが、小さいから遠目ではまずわからない。ノミノフスマに比べて葉が短くて丸いのが名前の相違点（衾と綴り）にあたるのであろう。生育環境は上記のようにノミノツヅリが乾燥するところに多いのに対して、ノミノフスマは水田など湿ったところに多く、かなり異なる。須藤(2004)はこの両者を含む雑草の出現を環境ごとに分けて比べているが、両者共に見られる環境としては河川を挙げ、それ以外では全く重なりがないとしている。